# John Thynne (3e baron Carteret)
John Thynne, 3e baron Carteret (28 décembre 1772 - 10 mars 1849) est un pair et homme politique britannique. 

## Biographie
Il est le troisième fils de Thomas Thynne (1er marquis de Bath) et de Lady Elizabeth, fille de William Bentinck (2e duc de Portland). Il fait ses études au St John's College, à Cambridge. 
Il est élu au Parlement pour Weobly en mai 1796, poste qu'il occupe jusqu'en décembre de la même année, puis représente Bath entre 1796 et 1832. Il est vice-chambellan de la maison de 1804 à 1812 et est admis au Conseil privé en 1804. En 1838, il succède à son frère aîné, mort sans enfant comme baron et siège à la Chambre des lords. 

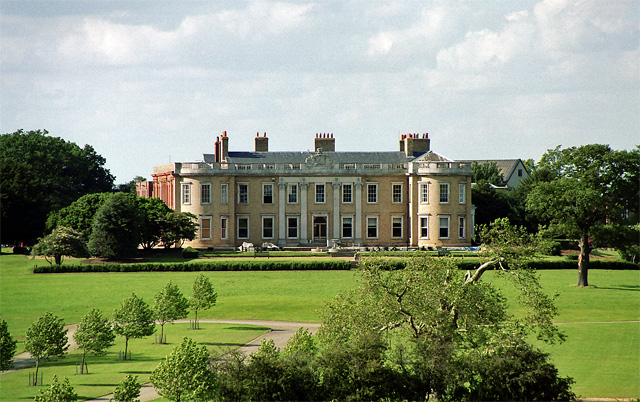
Hawnes Park, {plus tard Hayes Park)

## Famille
En 1801, Lord Carteret épouse Mary Anne Master (décédée en février 1863), fille de Thomas Master. Il n'a pas d'enfants. 
Il meurt à son domicile à Hawnes Park en mars 1849, à l'âge de 76 ans. À sa mort, la baronnie s'éteint et la propriété passe à son neveu, le révérend Lord John Thynne, troisième fils de Thomas Thynne (2e marquis de Bath) et sous-doyen de Westminster. 